# 牧野吉晴

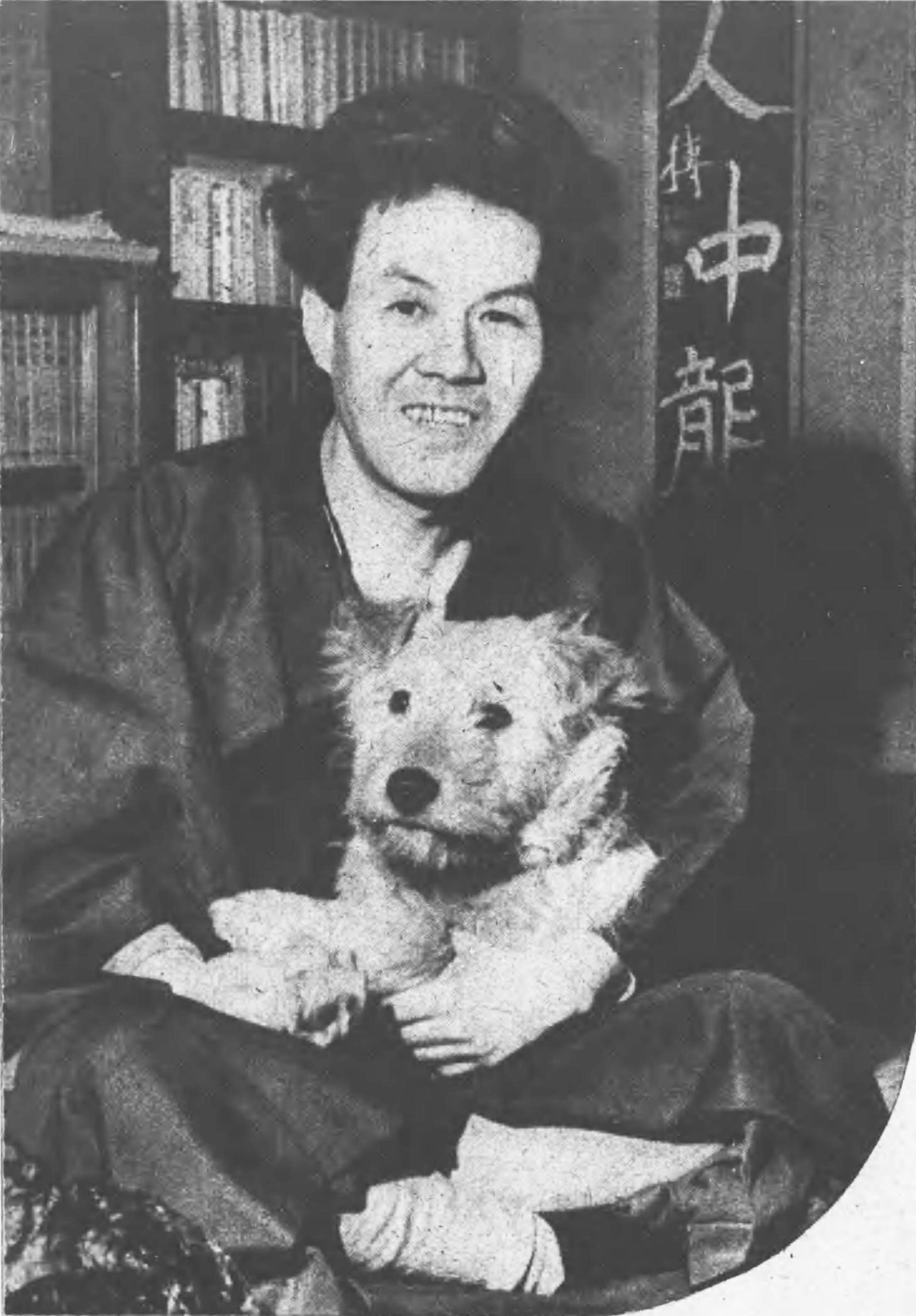
雑誌『富士』より（1952年）

牧野 吉晴（まきの よしはる、1904年9月25日 - 1957年12月21日）は、日本の美術評論家・小説家。

## 略歴
愛知県名古屋市生まれ。本名・勝彦。父は軍人。東海中学校（現・東海中学校・高等学校）卒。冨澤有爲男が中学の先輩にいた。さらに東京植民貿易語学校、川端画学校に学ぶ。
金子光晴、赤松月船に師事して詩作、ついで小茂田清樹に師事して日本画を描く。1930年「猿猴図」が聖徳太子奉賛展で入選。また、正岡容と浪曲の巡業をし、吉井勇に師事してともに関西北陸を放浪。
1936年に放浪生活をやめ、中西悟堂の推薦で美術雑誌『東陽』を編集、美術評論を書く。同誌の創作欄に掲載された冨澤有爲男「地中海」が同1936年、芥川賞を受賞。
1939年、尾崎士郎、尾崎一雄、富沢有為男、大鹿卓、浅野晃、保田與重郎らと同人誌『文藝日本』を創刊。伴鯤太郎の名で小説を書く。『文藝日本』は1945年まで刊行。
戦後は少年少女小説、空手小説など、熱血感動小説で人気があった。『電光空手打ち』は映画化され、高倉健の映画デビュー作となった。
また1953年に『文藝日本』を再刊。同人は佐藤春夫、浅野晃、大鹿卓、榊山潤、外村繁、富沢有為男、中谷孝雄、水谷清らだった。同誌からは柴田錬三郎、伊藤桂一、今日泊亜蘭、尾崎秀樹らが出た。

## 著書
- 『軍馬』日本文林社 1942 のち春陽堂文庫
- 『母 長篇小説』金鈴社 1943
- 『野人武魂』地平社 1943
- 『凱歌』文園社 1944
- 『青山白雲 小説』講談社 1944
- 『青雲館の女たち』艸文社 1947
- 『激流』第1部 大日本雄弁会講談社 1948
- 『愛は咽び泣く』荻原星文館 1949
- 『恐怖の都 富士よりも高し』偕成社 1950
- 『空手』山ノ手書房 1955
- 『月下の竜虎』太平洋文庫・東映シリーズ 1955
- 『白い珊瑚礁』東京文芸社 1955
- 『青春の斗魂』太平洋文庫・東映シリーズ 1955
- 『青竜街の狼』太平洋文庫・東映シリーズ 1955
- 『飛燕』（空手小説）東京文芸社 1955
- 『飛燕空手打ち』太平洋文庫・東映シリーズ 1955
- 『父母の国』光文社・少年文庫 1955
- 『無法者一代』豊文社 1955
- 『愛情一路』東京文芸社 1956
- 『愛の夕雲』東京文芸社 1956
- 『鬼の紋章』東京文芸社 1956
- 『空手開眼』同人社 1956 昭和名作選書
- 『空手真髄』東京文芸社 1956
- 『雲よ何処のはてに』同人社 1956 昭和名作選書
- 『電光空手打ち』金園社 1956
- 『遠い青空』東京文芸社 1956
- 『虹の誘惑』大日本雄弁会講談社ロマン・ブックス 1956
- 『慕情の河』東京文芸社 1956
- 『流星空手打ち』金園社 1956
- 『海の鉄仮面』東京文芸社 1957
- 『空手巌窟王』東京文芸社 1957
- 『空手風雲録』東京文芸社 1957 のち報知新聞社
- 『大熱風』同人社 1957
- 『母の巡歴』同人社 1957
- 『光りの面影』東京文芸社 1957
- 『山は大きい』大日本雄弁会講談社・ロマン・ブックス 1957
- 『夜の新雪』東京文芸社 1957
- 『海の悪太郎』東京文芸社 1958
- 『女の檻』同人社 1958
- 『悲願の的』大日本雄弁会講談社 1958
- 『魔の誘い』東京文芸社 1958
- 『空手開眼』同人社 1959（※1956年版とカバー違い）
- 『愛の珊瑚礁』東京文芸社 1967
- 『空手繚乱』報知新聞社 1970
- 『飛燕合気道』報知新聞社 1970
- 『ゾルゲ事件 戦争と日本人・三つの記録』新人物往来社 1974

## 参考
- 『日本近代文学大辞典』講談社、1984